# Freddy Peralta
Freddy Peralta (Moca, República Dominicana, 4 de junio de 1996) es un jugador profesional dominicano de béisbol que se desempeña en la posición de lanzador en Milwaukee Brewers, equipo de las Grandes Ligas de Béisbol (MLB).

## Carrera
En 2018, Peralta hizo su debut en la MLB con el equipo Milwaukee Brewers, donde lleva jugando siete temporadas.